# Natanleod
Natanleod, roi dans l'île de Bretagne, est né en 460 et mort en 508, tué par Cerdic de Wessex.